# زنیا

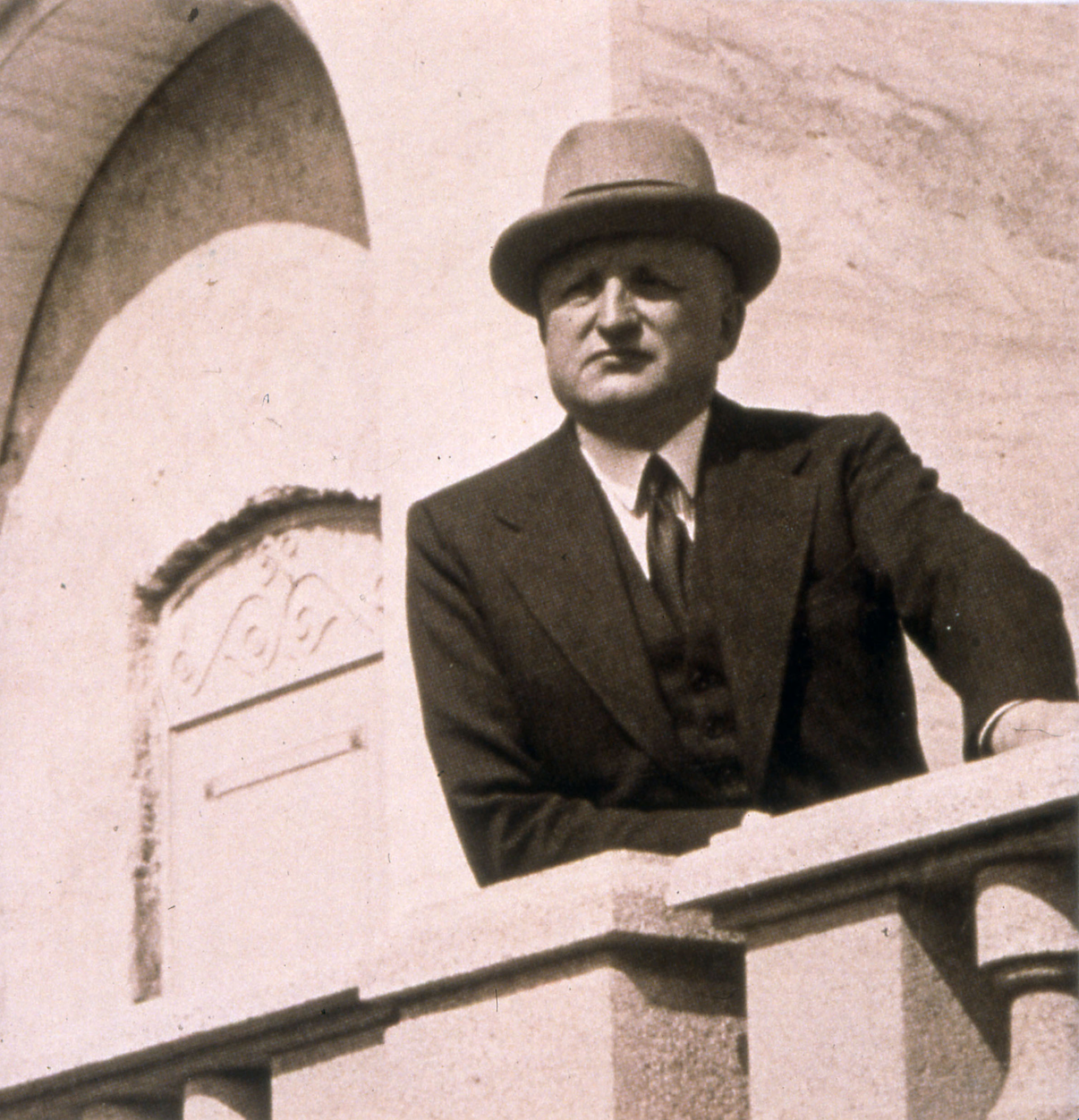
ارمنجیلدو زنیا (۱۹۶۶–۱۸۹۲۲ میلادی)

لوگو از سال ۲۰۲۱ میلادی

گروه ارمنجیلدو زنیا (به ایتالیایی: Gruppo Ermenegildo Zegna), (تلفظ ایتالیایی: [ˈʣeɲɲa])؛ همچنین به عنوان گروه زنیا یا گروه ارمنجیلدو زنیا نیز شناخته می‌شود، یک خانه مد لوکس ایتالیایی است که دفتر مرکزی آن در میلان است. این شرکت در سال ۱۹۱۰ میلادی توسط ارمنجیلدو زنیا در تریورو، استان بیه‌لا، در منطقه پیه‌مونته در شمال ایتالیا تأسیس شد. این شرکت توسط خانواده زنیا رهبری می‌شود و یکی از مشهورترین مشاغل ایتالیایی پوشاک مردانه در سطح بین‌المللی است. از سال ۲۰۲۱ میلادی، یک شرکت سهامی عام است که در بورس اوراق بهادار نیویورک فهرست شده است. محصولات این شرکت همچون: کت شلوار، پوشاک، کفش و لوازم چرم در ۵۵۰ بوتیک در جهان عرضه می‌شود، شرکت زنیا بزرگ‌ترین برند لباس مردانه براساس درآمد در جهان است.

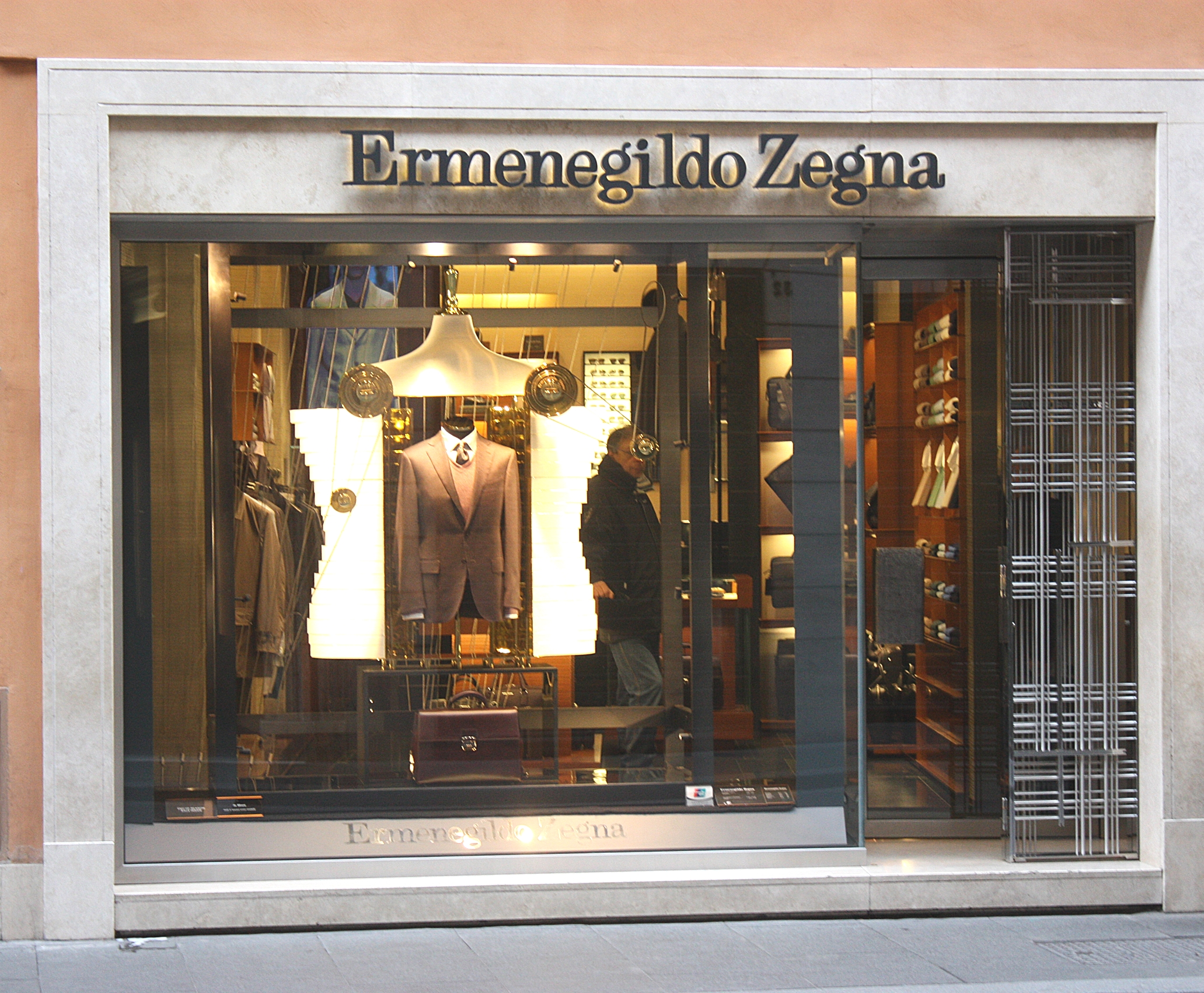
ویترین نمایندگی در رم، ایتالیا